# Robert Pollock
Robert Pollock (* 16. September 1951 in Neuseeland) ist ein neuseeländischer Schauspieler und Drehbuchautor.
Pollocks erste Filmrolle war im Film Beyond Gravity. Ansonsten spielte Pollock überwiegend in Fernsehserien mit. Erste Fernsehserie von Pollock war Shortland Street. Weitere Fernsehserien von Pollock waren Hercules, Xena und Wendy.
Pollock trat auch in Filmen auf. So hatte er kleine Auftritte in den Filmen Der Herr der Ringe: Die zwei Türme und Der Herr der Ringe: Die Rückkehr des Königs. In beiden Filmen verkörperte Pollock je einen Ork. Weitere Filme Pollocks waren Dark Stories: Tales from Beyond the Grave und Ike: Countdown to D-Day.